# فريدريش يكلن
فريدريك يكلن (بالألمانية: Friedrich Jeckeln)‏ (2 فبراير 1895 - 3 فبراير 1946) كان قائد قوات الأمن الخاصة الألمانية خلال الحقبة النازية. شغل منصب القائد الأعلى لقوات الأمن والشرطة في الاتحاد السوفيتي المحتل خلال الحرب العالمية الثانية. كان يكلن قائد واحدة من أكبر مجموعات وحدات القتل المتنقلة وكان مسؤولا شخصيا لترتيب وتنظيم مقتل أكثر من 100،000 من اليهود والغجر وغيرهم من المعينين من قبل النازيين بأنهم «غير المرغوب فيهم». بعد نهاية الحرب العالمية الثانية في أوروبا، أدين يكلن بارتكاب جرائم حرب من قبل محكمة عسكرية سوفيتية في ريغا وأعدم في عام 1946.

## الوظيفية
خدم يكلن كضابط في الحرب العالمية الأولى. بعد تسريحه بعد هزيمة ألمانيا، عمل يكلن كمهندس قبل انضمامه إلى الحزب النازي في 1 أكتوبر 1929. في يناير 1931، تم قبوله في شوتزشتافل (SS). بحلول نهاية عام 1931، كان مسؤولاً عن فوج ثم لواء. في عام 1932، تم انتخاب يكلن عضوًا في مجلس النواب الألماني. في يناير 1933، عندما وصل الحزب النازي إلى السلطة الوطنية، تم تكليف يكيلن بمجموعة إس إس الجنوبية. في عام 1936، عُيَّن القائد الأعلى لقوات الأمن والشرطة وتم ترقيته لاحقًا إلى إس إس- أوبر غروبن فوهرر.
اشتهر يكلن بالقسوة والوحشية. تم متابعة المعارضين السياسيين بلا هوادة حتى وفاتهم. جنبا إلى جنب مع عضو الحزب فريدريك ألبرز، كان يكلن المسؤول الأول عن جرائم القتل في ريسبيرج في صيف عام 1933.

## جوائز
- مشبك الصليب الحديدي (1939) من الدرجة الثانية (أكتوبر1941) & من الدرجة الالوى (12 مايو 1942) [4]
- الصليب الألماني في الذهب في 19 ديسمبر 1943 في دور SS- Obergruppenführer وGeneral of the Polizei في Kampfgruppe Jeckeln [5]
- وسام الفارس الصليبي الحديدي مع أوراق البلوط
  - وسام الفارس الصليبي الحديدي في 27 أغسطس 1944 بصفته SS- Obergruppenführer والجنرال of Waffen-SS و Höherer SS- و Polizei وزعيم Höhere SS- und Polizeiführer شمال روسيا، زعيم Kampfgruppe Jeckeln (lett. Polizei) في ال 18. ARMEE. [6]
  - أوراق البلوط في 8 مارس 1945 و SS- Obergruppenführer وجنرال فافن_إس إس والقائد العام ل V. SS-Gebirgskorps

### اقتباسات
1. 1 2  TracesOfWar | Friedrich Jeckeln، QID:Q98839586
2. ↑  Dienstaltersliste der Schutzstaffel der NSDAP, Stand vom 1. Dezember 1936 (بالألمانية), 1. Dezember 1936, OCLC:6792109, QID:Q63098423 {{استشهاد}}: تحقق من التاريخ في: |publication-date= (help)
3. 1 2 3 4 5  TracesOfWar، QID:Q98839586
4. ↑  Thomas 1997, p. 327.
5. ↑  Patzwall & Scherzer 2001, p. 209.
6. ↑  Scherzer 2007, p. 419.